# Lo spirito della liturgia
Lo spirito della liturgia (Vom Geist der Liturgie) è un saggio teologico scritto da Romano Guardini e pubblicato nel 1919, a cura del monastero benedettino di Maria Laach come primo volumetto della collana Ecclesia orans, promossa dall'abate Ildefons Herwegen. 

## Storia
Frequentando assiduamente l'Abbazia benedettina di Beuron, Guardini aveva ammirato la perfezione della pratica liturgica di quei religiosi, ma nello stesso tempo si era accresciuto in lui il disagio che provava nei confronti della liturgia tradizionale, che egli celebrava giornalmente come cappellano nella sua diocesi di Magonza, perché essa  manteneva un rigido distacco tra il celebrante ed i fedeli, separati tra di loro non solo dalla balaustra, ma anche dall'uso della lingua latina, incomprensibile al popolo.
Queste perplessità venivano espresse dal sacerdote Guardini, ora anche "oblato benedettino", in una lettera inviata nel settembre 1917 all'Abate Herwegen.
Guardini aveva assistito e partecipato per qualche tempo alle liturgie del monastero di Maria Laach, ammirandone la bellezza e la perfezione; tuttavia esprimeva le sue perplessità per la mancanza di attiva partecipazione da parte del popolo, "ponendo tutto nelle mani di esperti liturgisti, preoccupati solo che la pratica religiosa diventi il più possibile perfetta".
Per ovviare a questa mancanza di comunicazione tra i celebranti ed i fedeli egli proponeva come richiesta primaria che sia la celebrazione della Messa, che quella dei Sacramenti destinati al popolo, avvenissero in lingua tedesca, almeno nella proclamazione della Parola e nelle preghiere destinate ai fedeli, mentre il servizio all'altare poteva rimanere celebrato in latino.
Per questo si rendeva necessaria la pubblicazione di appositi opuscoli di preghiere e canti per ogni tipo di celebrazione, redatti in lingua tedesca.
L'Abate Herwegen, in segno di condivisione, accettò  di pubblicare come primo contributo il breve saggio di Guardini sulla liturgia, nel quale si esponevano le motivazioni teologiche che giustificavano i cambiamenti proposti.
Il saggio Lo spirito della liturgia venne pubblicato nel 1919 e presentava le proposte teologicamente giustificate per una riforma della liturgia, dando un seguito anche a quelle introdotte qualche decennio prima dal Papa Pio X.
Esse provocarono un lungo ed articolato dibattito e trovarono un'applicazione pratica nelle attività liturgiche e culturali che Guardini organizzava annualmente nel castello di Rothenfels sul Meno, durante gli anni più oscuri del nazismo. Si sarebbero risolte, almeno parzialmente, solo nel corso del Concilio Vaticano II con la pubblicazione della costituzione conciliare Sacrosanctum Concilium sulla sacra liturgia.

## Edizioni
- Lo spirito della liturgia - I Santi segni, traduzione di Mario Bendiscioli, Brescia, Morcelliana, 2005, ISBN 88-372-1605-X.
- (FR) L'esprit de la liturgie, traduzione di Robert d'Harcourt, Parigi, Plon, 1930.
- (EN) The Spirit of the Liturgy, New York, Crossroad Publishing, 1998, ISBN 978-0-8245-1777-9.